# 紀小足
紀 小足（き の おたり）は、飛鳥時代の人物。系図によっては登場しない人物であり、実在するかどうかは不明。父は紀大磐または紀真咋または紀男麻呂であり、子に紀塩手がいる。